# The Onion
The Onion (en español: La Cebolla) es una organización estadounidense de noticias satíricas. Fue un diario de entretenimiento satírico, y actualmente es una página web con artículos satíricos que informan sobre noticias internacionales, nacionales y locales, además de una sección de entretenimiento no satírica conocida como The A.V. Club. Tiene una gran popularidad entre la población, aproximadamente mueve cerca de 690.000 ejemplares por día.

## Características

### Como web
Los artículos cubren los acontecimientos actuales, reales y ficticios, satirizando el tono y el formato de las organizaciones tradicionales de noticias con historias, editoriales, pedazos de artículos de opinión, y entrevistas en la calle, utilizando un diseño tradicional de un sitio web de noticias y una voz editorial modelado a la manera de la Associated Press. El humor de la publicación a menudo depende de la presentación, acontecimientos diarios mundanas como interés periodístico, surrealista o alarmante. El comediante Bob Odenkirk ha elogiado la publicación diciendo: "Es la mejor escritura de la comedia en el país, y ha sido desde que empezó".
También dirige una publicación del entretenimiento y la cultura pop llamado The AV Club. Inicialmente creado en 1993 como un complemento a la publicación de los padres, The AV Club contiene entrevistas y reseñas de los medios de comunicación recién liberados y otras características semanales.
El 61 por ciento de los lectores del sitio web tiene entre 18 y 44 años de edad. En 2007 la organización empezó a publicar varias grabaciones y vídeos satíricos parodiando noticias reales en su página web, como "The Onion News Network".

### Como diario
Los artículos de The Onion hacen comentarios sobre los acontecimientos actuales, tanto reales como ficticios. Se parodian características del periódico tradicional tales como editoriales, entrevistas callejeras al pueblo y cotizaciones de bolsa con una presentación y un diseño de periódico tradicional, lleva el sello editorial de la agencia Associated Press. Gran parte de su humor depende de la presentación de los eventos meramente cotidianos como interés periodístico y por hacer juegos de palabras con frases de uso común.
Una segunda parte del periódico se trata de una sección de entretenimiento no satírica llamada The A.V. Club que cuenta con entrevistas y comentarios de diversos medios de comunicación recientemente publicados. La edición impresa también contiene reseñas de restaurantes y vistas previas de los próximos espectáculos en vivo de las ciudades donde se publica la edición impresa. La edición en línea de The A.V. Club tiene su propio dominio, incluye sus propias características regulares, el blog de The A.V. Club y foros de lectores, y se presenta como una entidad separada de la propia The Onion.
En 2013 The Onion dejó de publicar su edición impresa y lanzó Onion Labs, una agencia de publicidad.

## Historia
Tim Keck y Christopher Johnson, estudiantes de la Universidad de Winsconsin-Madison, fundaron The Onion en 1988. Al siguiente año lo vendieron al editor jefe Scott Dickers y al director de Ventas Publicitarias Peter Haise por menos de $20.000 (el Washington Post asegura que fue por $16.000 e incluso otros periódicos dicen que la cifra oficial fue $19.000).
Se conoce que el motivo para que la organización fuera fundada con el nombre de The Onion (La Cebolla) se debe a que el tío de Tim Keck sugirió que le pusieran ese nombre al ver a su sobrino y a Cris Johnson (el otro cofundador) comerse un bocadillo de cebolla. El nuevo director de la empresa pasaba a ser Sean Mills quien en enero de 2009 dejó The Onion argumentando que había llegado la hora de un nuevo desafío.
En 1996, salió un artículo pre-web escrito por Robert Siegel titulado "Clinton Implementa Vocales a Bosnia", esto ayudó a estimular la creación de The Onion's Web Site (www.theonion.com). El sitio web permitió a The Onion la reivindicación adecuadamente al crédito de ese artículo y otros que se estaban pasando alrededor de una forma no atribuida en línea por diversos foros, mensajes y listas de correo, la publicación recibida amplio el reconocimiento mundial como resultado.
El 18 de marzo de 1999, la página web de The Onion ganó su primer Premio Webby en la categoría de "Humor".
A partir del otoño de 2000 hasta principios de 2001, la compañía trasladó sus oficinas editoriales de Madison, Wisconsin a un almacén reformado en el Barrio Chelsea de Manhattan (Nueva York) para elevar el perfil de The Onion, y así ampliar la publicación de ser simplemente un periódico de humor, en una empresa de producción completa, así como el desarrollo de contenidos editoriales en otros medios, incluyendo los libros, la televisión y las películas, y participar más directamente con las empresas de Internet en cuanto a los ingresos por publicidad.
El 27 de septiembre de 2001, The Onion estrenó su edición impresa la ciudad de Nueva York con un tema centrado en los ataques del 11 de septiembre. La popularidad y elogios críticos de la cuestión dio lugar a The Onion  Online el casi de doble visitas en las semanas posteriores a los ataques.
En 2005, The Onion trasladó sus oficinas de la Ciudad de Nueva York desde su ubicación inicial del Chelsea al centro en Broadway en el Barrio SoHo de Manhattan (Nueva York).
En abril de ese mismo año 2009 The Onion recibió premio Peabody cuyos organizadores señalaron que "el tabloide satírico online parodiador de noticias de televisión 24 horas fue divertido, mordaz y no pocas veces difícil de distinguir de lo real".
También en 2009 hubo muchos medios que rumorearon sobre una posible venta de la organización, finalmente el editor de ficción T. Herman Zweibel declaró que la supuesta venta se había realizado y que el comprador era una compañía china a una compañía china. Todo esto fue clarificado por el nuevo editor de la organización Joe Ragazzo, quien desmentío la venta y dijo "I'm sure there are many Chinese conglomerates out there that would love to buy The Onion." ("Estoy seguro que hay muchos conglomerados chinos fuera de aquí que les encantaría comprar The Onion).
En septiembre de 2011, se anunció que The Onion movería toda su operación editorial a Chicago en el verano de 2012. La noticia del movimiento dejó a muchos de los escritores "cegados", ya que se trasladaron con la publicación de Madison a la ciudad de Nueva York en 2000, poniéndolos en condiciones de decidir si se debe arrancar de raíz a sí mismos de la ciudad de Nueva York y seguir a la publicación de Chicago, que ya albergaba la sede corporativa de la compañía.
En agosto de 2012, se anunció que un grupo de ex escritores de The Onion se habían asociado con Adult Swim para crear contenido de comedia en un sitio web llamado Thing X. Según el sitio web de comedia Splitsider, "los escritores The Onion no tenían nada más que hacer, y AdultSwim.com quería tomar ventaja de eso. Pero solo porque olía una oportunidad de negocio". En junio de 2013, se anunció que Thing X cerraría y que el 18 de junio de 2013 parte del personal se trasladaría al sitio web principal, adultwim.com